# مجموعه ایکو و سایه کلوسوس
مجموعه ایکو و سایه کلوسوس (به انگلیسی: The Ico & Shadow of the Colossus Collection) یک مجموعه بازی ویدئویی که دوباره‌سازی دو بازی کلاسیک و انحصاری کنسول پلی‌استیشن ۲ می‌باشد که در سپتامبر ۲۰۱۱ در یک بسته و با کیفیت اچ‌دی برای کنسول پلی‌استیشن ۳ منتشر شده‌است. دو بازی بسیار تحسین شدهٔ استودیو تیم ایکو یعنی ایکو و سایه کلوسوس با همکاری شرکت بلوپوینت گیمز دوباره‌سازی شده که دارای پشتیبانی از تلویزیون با وضوح بالا، فریم ریت بالاتر، برجسته‌بینی سه‌بعدی و ویژگی‌های اضافه دیگری مخصوص شبکه پلی‌استیشن است. هر دو بازی در زمان خود بسیار مورد تقدیر گرفته بودند و این مجموعه نیز از این قاعده مستثنا نبود و بسیار مورد تحسین قرار گرفت. ایکو و سایه کلوسوس با میانگین امتیاز ۹۱٫۷۹٪ و ۹۲ از ۱۰۰، به ترتیب در وبگاه‌های گیم‌رنکینگز و متاکریتیک قرار دارد.

## بازی‌ها
در ایکو بازیکن وارد دنیایی پر از سحر و شگفتی شده و کنترل ایکو پسری مرموز که شاخ‌هایی بر روی سر خود داشت از روستای خود به قلعه‌ای اسرارآمیز رانده شده‌است. ایکو در قلعه تنها نبود، او در وضعیت بحرانی که داشت، تصاویر شبح‌واری از یک دختر را تجسم می‌کرد و وقتی توانست از مقبره خود رها شود، متوجه شد که این یک خواب یا رؤیا نیست. او دختری واقعی بود و مانند پرنده‌ای درون قفس در بالای سر او زندانی شده بود. ایکو باید برای نجات دختر جوان و جستجوی سرنوشت مرموز خود تلاش کند.
از طرف دیگر سایه کلوسوس نیز دربارهٔ شخصیتی به نام واندا است که توسط اسب باوفایش آگرو، وارد سرزمین ممنوعه می‌شود. برای نجات جان یک دختر از خوابی ابدی، باید شانزده غول کلوسوس کشته شوند. این سلحشور جوان، عزم سفر شده تا غول‌ها را یکی پس از دیگری از میان برداشته و دختر را به زندگی بازگرداند. به گفته فومیتو اوئدا آن‌ها قصد نداشتند کاری کنند که واندا پسری باشد همانند شخصیت ایکو، اما بله کاربران تصور می‌کنند سایه کلوسوس قسمت پیشین ایکو است و این ایدهٔ خود من نیز می‌باشد. من می‌خواهم این چنین باشد و بقیه کار به عهده قوه تخیل کاربران است. داستان ایکو و سایه کلوسوس به هم ارتباطی ندارند اما ما جهانی خلق کردیم که این دو بازی را به هم متصل می‌سازد.